# ديان رادونجيتش
ديان رادونجيتش مواليد 2 فبراير 1970 في بودغوريتسا، جمهورية يوغوسلافيا الاشتراكية الاتحادية، هو مدرب كرة سلة مونتينيغري ولاعب سابق. بدأ مسيرته الاحترافية في سنة 1990. اعتزل اللعب في 2004. لعب مع نادي بودوشنوست لكرة السلة ونادي إف إم بي لكرة السلة.

## روابط خارجية
- ديان رادونجيتش على موقع الدوري الأوروبي لكرة السلة (الإنجليزية)
- ديان رادونجيتش على موقع كرة السلة الأوروبية.كوم (الإنجليزية)
- ديان رادونجيتش على موقع ريلجم (الإنجليزية)
- ديان رادونجيتش على موقع بروبوليرز (الإنجليزية)
- ديان رادونجيتش على موقع سبورتس رفرنس (الإنجليزية)